# L'eroe del West
L'eroe del West (Pride of the West) è un film del 1938 diretto da Lesley Selander.
È un film western statunitense con William Boyd, George 'Gabby' Hayes e Russell Hayden. È basato sui personaggi dei racconti scritta da Clarence E. Mulford e fa parte della serie di film di Hopalong Cassidy.

## Produzione
Il film, diretto da Lesley Selander su una sceneggiatura di Nate Watt con il soggetto di Clarence E. Mulford, fu prodotto da Harry Sherman per la Harry Sherman Productions e girato nelle Alabama Hills a Lone Pine, California, nell'aprile 1938. Il titolo di lavorazione fu  Beneath Western Skies.

## Colonna sonora
- Wide Open Spaces - musica e parole di Harry Tobias e Jack Stern

## Distribuzione
Il film fu distribuito con il titolo Pride of the West negli Stati Uniti dall'8 luglio 1938 al cinema dalla Paramount Pictures.
Altre distribuzioni:
- in Finlandia il 5 febbraio 1939 (Lännen huimapää)
- negli Stati Uniti il 3 gennaio 1948 (redistribuzione)
- in Italia (L'eroe del West)
- in Brasile (Sob o Céu do Oeste)